# Adelheid von Sybel
Adelheid Petersen-von Sybel (* 6. Oktober 1878 in Freiburg im Breisgau; † 3. Mai 1966 in Darmstadt) war eine deutsche Schriftstellerin und Anthroposophin.

## Leben
Adelheid von Sybel war die Tochter des einflussreichen preußischen Ministerialbeamten und Wirtschaftspolitikers Alexander von Sybel (1823–1902) und verbrachte ihre Kindheit in Freiburg, Heidelberg und Karlsruhe. In Karlsruhe lernte sie den jungen Leibdragoner Alexander von Bernus kennen, den sie 1902 heiratete. Dieser eröffnete im gleichen Jahr einen literarischen Salon in Schwabing. Hier ergaben sich enge Freundschaften mit Thomas Mann, Rainer Maria Rilke und anderen Künstlern und Intellektuellen. Am 21. November 1903 kam ihr Sohn Alexander Walter („Alwar“) zur Welt, der elfjährig tödlich verunglückte. 1908 erbte ihr Ehemann das ehemalige Stift Neuburg bei Heidelberg. Im gleichen Jahr wurde ihre erste Ehe geschieden.
Im Oktober 1911 heiratete sie den Komponisten Wilhelm Petersen.
1913 traf sie Rudolf Steiner nach einem öffentlichen Vortrag in München. Sie und ihr Ehemann wurden Mitglieder der Anthroposophischen Gesellschaft. Seit 1918 arbeitete ihr Ehemann als Musiklehrer und nebenbei als Autor für die Zeitschrift Das Reich, die von 1914 bis 1921 von ihrem Ex-Ehemann herausgegeben wurde. Adelheid von Sybel beteiligte sich 1918 mit 15 Gemälden an einer Ausstellung der anthroposophischen Künstlergruppe Aenigma.
1923 zogen sie nach Darmstadt um. Dort gründete und leitete sie den Christophorus-Zweig der Anthroposophischen Gesellschaft. 1934 zogen sie nach Mannheim, 1945 nach Heidelberg und 1953 wieder nach Darmstadt. Selbst eine begabte Dichterin, galt ihre besondere Hingabe dem Werk Albert Steffens.

## Werke
- Wegewart. Ein Märchenspiel. Schwabinger Schattenspiele, München 1907
- Christophorus. Eine Legende der Zeit. Diederichs, Jena 1923
- Albert Steffen. Wesen und Werk. Geering, Basel 1934
- Judas Iskariot. Dramatischer Versuch in fünf Akten. Geering, Basel 1936
- Christus-Märchen. Selbstverlag, Heidelberg 1951
- Der Liliengarten. Erlebtes, Erschautes, Geträumtes. Selbstverlag, Heidelberg 1952
- Albert Steffens Sendung. Gesammelte Aufsätze aus verschiedenen Jahren. Dornach 1954, ISBN 3-7235-0089-7
- Welthistorische Zusammenhänge und Inkarnationsgeheimnisse in Rudolf Steiners Mysteriendramen. Essays. Dornach 1957; 2. A. ebd. ISBN 3-7235-0173-7
- Die Schwelle. Gedichte. Kempter, Engelberg 1957
- Wilhelm Petersen. Skizze seines Wesens und Lebens. Roether, Darmstadt 1962
- Der Sonnengarten. Märchen um Christus. Rose, München 1963
- Monika. Geschichte einer Kindheit und Jugend. Hoppenstedt, Darmstadt 1974